# Pseudomeloe roubaudi
Pseudomeloe roubaudi is een keversoort uit de familie van oliekevers (Meloidae). De wetenschappelijke naam van de soort is voor het eerst geldig gepubliceerd in 1923 door Escomel.